# Elatostema subincisum
Elatostema subincisum är en nässelväxtart som beskrevs av Hugh Algernon Weddell. Elatostema subincisum ingår i släktet Elatostema och familjen nässelväxter. Inga underarter finns listade i Catalogue of Life.